# Волобуев, Михаил Симонович
Михаил Симонович Волобуев (укр. Михайло Симонович Волобуєв; 11 [24] января 1903, Николаев — 20 июня 1972, Ростов-на-Дону) — советский экономист 1930-х годов. Научный сотрудник научно-исследовательского института ВУАН в Харькове. Автор концепции экономической самодостаточности УССР. Жертва сталинского террора.

## Биография
Михаил Волобуев родился в Николаеве. Учился в гимназии, но после смерти отца в 1918 году пошёл работать, помогая матери содержать семью. С 17 лет - член КП(б)У. Экстерном окончил экономический отдел Харьковского института профобразования. В 1921-22 годах — заместитель заведующего Николаевского, 1922 — Винницкого губернского отделов образования. С 1923 года работал в Харькове в Главполитпросвете, преподавал в Харьковском фармацевтическом техникуме, институте народного образования, финансово-экономическом техникуме; впоследствии — профессор политической экономии Харьковского механико-машиностроительного института (1930-33 — заведующий кафедрой).
В 1928 году в журнале «Більшовик України» (№ 2-3) была помещена статья Волобуева (представленная в редакцию еще в 1927) под названием «К проблеме украинской экономики».  К изложению своих взглядов на перспективы развития народного хозяйства Украины М. Волобуева подтолкнула бытовавшая среди советских экономистов точка зрения на экономику СССР как экономику единого государства, а на СССР как на реинкарнацию исторической России. В основу экономического районирования страны Госпланом СССР был положен экономико-географический принцип. То есть экономика Союза виделась единым целым организмом, в основе которого лежала экономическая специализация регионов. При этом совершенно выпадало из вида наличие союзных республик. Согласно «экономическому» подходу, территория УССР подразделялась на Юго-Западный и Южногорнопромышленный экономико-географические районы.
    М. Волобуев подверг этот подход резкой критике. Он исходил из того, что Украина представляет собой «народно-хозяйственное целое», которое нельзя разрывать на независимые части. Одним из базовых (но притом неубедительных) положений его концепции было отрицание единства российской экономики не только после, но и до революции. Он считал, что с точки зрения угнетенных ею колоний (в данном случае – украинского национального движения, позицию которого он излагал. – А. М.), российская экономика была «комплексом национальных экономик». По мнению М. Волобуева, Украина была колонией России, но колонией не в обычном понимании этого слова, то есть экономически отсталой, а «колонией европейского типа», обладающей развитым капиталистическим хозяйством, «страной, находившейся в колониальном положении». Согласно этому, украинская экономика, а значит, и Украина как некое политическое и экономическое целое существовала уже в Средневековье. Здесь явно прослеживается влияние украинской национальной историографии – М. Волобуев действительно опирался на работы ряда украинских и российских историков.
   Превращение украинской экономики в колониальный придаток русской началось якобы со времен Переяславской рады, когда русский капитал проник на Украину и оттеснил украинский от торговли с Западом. В XIX в. конкуренция между капиталами и колониальное угнетение – вывоз сырья и полуфабрикатов, неэквивалентный обмен и т. п. – обострились. По мере развития мировой экономики, наряду с явно наметившейся интернационализацией хозяйства, начали наблюдаться тенденции к его «национализации», то есть к укреплению национальных экономик. На Украине эта центробежная тенденция выразилась в «стремлении войти в состав мировой хозяйственной системы непосредственно, а не через российскую экономику».
   Если уж дореволюционная российская экономика была суммой национальных экономик, то экономика СССР, полагал Волобуев, экономикой страны может быть названа условно, лишь при ее противопоставлении капиталистической системе Запада, так как после развала империи экономика окончательно перестала быть единой. И «русское» хозяйство, и «украинское» в союзе равноправных народов тоже стали равноправными и должны были войти в мировое социалистическое хозяйство непосредственно. Таким образом, экономике УССР надлежало бы зависеть не от части мировой хозяйственной системы (российской экономики), а от всей этой системы в целом.
   В теоретических построениях М. Волобуева четко проступает популярная в те годы идея создания мировой республики Советов, в которой действительно не оставалось места для национальных государств. Он, в частности, писал, что «развивать социалистическое хозяйство СССР надо с прицелом на мировое социалистическое хозяйство и не проводить чрезмерную автаркию. Не стоит забывать, что за космополитической идеей мировой революции и создания «Земшарии» часто скрывались отнюдь не космополитические, а националистические интересы. И правда, какое значение для мировой республики Советов, в основу создания которой должен был лечь социально-экономический, а не национальный принцип, имело бы непосредственное вхождение в нее какой-либо страны (в данном случае Украины) как национально-государственного целого? Небесспорные историко-экономические построения Волобуева и основанные на них выводы не оставляли сомнений в том, что в его взглядах преобладали национальные, а не левореволюционные мотивы. Сам он также утверждал, что в будущем разделение труда должно происходить «между национально-хозяйственными организациями мирового» СССР, который охватит все человечество.
   Основываясь на приведенных выше положениях, Волобуев переходил к критике сложившейся системы хозяйствования в УССР. Он утверждал, что экономика республики развивается исходя из интересов Союза, а не Украины. Его не устраивало, что планы первой пятилетки наносили ущерб экономике УССР, так как электрификация, строительство новых заводов, разработка новых месторождений (например, создание восточной экономической базы) были, по его мнению, нацелены на развитие экономики РСФСР. Точка зрения Волобуева сводилась к тому, что экономической самостоятельности УССР не имела и продолжала оставаться российской «колонией».
   Подобная точка зрения – будто Москва разрабатывает и вывозит минеральные и сельскохозяйственные богатства Украины без соответствующей компенсации, не дает причитающуюся ей долю импорта, а ее продукцию отбирает для экспортных поставок – имела место и раньше. Здесь важно отметить другое. Согласно концепции М. Волобуева, Украина уже являлась не только политически, но и экономически сложившимся целым, которое следовало не создавать, а лишь укреплять и оберегать. «Правильное разрешение» национального вопроса, то есть «ликвидация провинциального положения нашего языка, нашей литературы, нашей культуры в целом», полагал он, будет возможно лишь тогда, когда Украина окончательно превратится в оформленный и законченный национально-хозяйственный организм. Поэтому центральным местом национальной проблемы современности он считал экономический вопрос.
   Волобуев не останавливался на утверждении этого очевидного для многих «национально мыслящих» представителей украинской общественности постулата и предлагал свой вариант достижения республикой «настоящей» хозяйственной самостоятельности. Он считал необходимым отказаться от районирования СССР исходя из экономико-географического принципа. За союзным Госпланом и прочими союзными экономическими организациями он предлагал оставить лишь общедирективные функции. Общесоюзные хозяйственные планы должны были рассматриваться на союзном съезде Госпланов и утверждаться двумя палатами ЦИК СССР. В том случае, если бы эти планы вступили в противоречие с интересами республик, последние имели бы право их менять. Подвергнуться изменению (в сторону уменьшения отчислений в союзный бюджет) должно было и бюджетное законодательство. Последней инстанцией, ответственной за утверждение бюджета УССР, надлежало стать ВУЦИК. Все это подразумевало передачу республиканским экономическим органам решающих прав в руководстве всем комплексом народного хозяйства, в том числе предприятиями союзного подчинения (тяжелой и добывающей промышленности). Союзным органам отводилось право «контроля за деятельностью союзных органов», что фактически лишало их каких бы то ни было реальных функций.
   Волобуев настаивал на необходимости пересмотра планов индустриализации и отношения к союзной экономике как к главной. Строительство новых предприятий должно было вестись на Украине. Волобуев также предлагал создать всеукраинскую систему регулирования притока рабочей силы, которой надлежало «следить за пропорциональным разделением мест на украинских заводах между УССР и РСФСР». На практике это означало фактическое закрытие УССР своих границ. А это уже выглядело как явный сепаратизм, что не могло понравиться советскому руководству. Но главное, это представляло угрозу единству рабочего класса – главной социальной опоре большевиков, а значит, и их положению.
   Проект М. Волобуева стал своеобразной квинтэссенцией представлений националистов о проблемах экономического развития республики. Принятие его положений означало бы конфедерализацию Союза ССР и превращение союзных республик в фактически независимые государства. Итак, бытовавшие в определенных кругах украинского общества подобные взгляды уже не ставили под сомнение факт существования Украины как национально-государственного целого. Речь шла о продолжении строительства государственности в направлении укрепления ее самостоятельности и независимости от СССР (а фактически от России) при одновременном продолжении строительства национальной общности и укрепления ее экономического фундамента .
7 декабря 1933 года Волобуев был арестован по обвинению в участии в «Украинской контрреволюционной организации, стремящейся к свержению Советской власти вооруженным путем». Решением судейской тройки при Коллегии ГПУ УССР от 8 мая 1934 Волобуев был приговорён к 5 годам исправительных лагерей (приговор заменен на ссылку в Казахстан). После отбытия 4 лет срока жил в Краснодарском крае.
Во время Великой Отечественной войны с нацистской Германией выполнял специальные задания советской разведки под прикрытием работы корреспондентом оккупационной газеты "Кубань", что давало свободу передвижения. В 1948 переехал в Ростов-на-Дону, где работал заведующим кафедрой в Ростовском финансово-экономическом институте. В августе 1957 официально реабилитирован, в 1961 переехал в Донецк, где преподавал в Донецком торговом институте. В последние годы жизни — на преподавательской работе в Ростове-на-Дону.

## Семья
Воспитал дочь Наталью Волобуеву, которая является художницей, автором икон.